# Philip Yeh
Philip Chen Yun Yeh, född 25 januari 1986, är en svensk pokerspelare.
Yeh slutade på 40:e plats, som näst bästa svensk, i main event under World Series of Poker 2007. Denna placering gav honom $237 865. I WPT-tävlingen i Paris 2006 slutade han femma och vann $167 091. 
- 2008 -
WSOP Pot Limit Hold'em || event #3 || 14:e Placering || Pris $9 732 ||
WSOP No Limit Hold'em || event #27 || 9:e Placering || Pris $57 990 ||
WSOP No Limit Hold'em Six Handed || Event #46 || 73:e Placering || Pris $8 323 ||
Hans totala vinster uppgår till mer än $740 000 (juni 2008).